# Ani Tore! EX
Ani Tore! EX (あにトレ！EX?) es un anime producido por Rising Force y Earth Star Entertainment. Se emitió desde el 12 de octubre hasta el 28 de diciembre de 2015. Es transmitido vía streaming en Niconico y también está disponible en Crunchyroll. Una segunda temporada se emitió entre el 5 de octubre y el 21 de diciembre de 2016.

## Sinopsis
La historia sigue a 5 chicas que desean convertirse en “Idols” y para ello tendrán que entrenar para estar en forma. Desde practicar baile, yoga, taichi, hasta ejercicios cardiovasculares.

## Personajes
Asami Hoshi (星 あさみ Hoshi Asami)
Seiyū: Miku Itō
Eri Higuchi (樋口 えり Higuchi Eri)
Seiyū: Azumi Waki
Shizuno Saotome (早乙女 静乃 Saotome Shizuno)
Seiyū: Miyu Komaki
Akiko "Shion" Tachibana (橘 紫苑「紫苑」 Tachibana Akiko "Shion")
Seiyū: Maria Naganawa
Yū Hiraoka (平岡 優 Hiraoka Yū)
Seiyū: Kanon Takao
Sakura Idemi (出見 桜 Idemi Sakura)
Seiyū: Eri Suzuki
Andalucia (アンダルシア Andarushia)
Seiyū: Eri Sokabe

## Medios de Comunicación

### Anime
El ending es "Ejercicio ☆ Vital" (ばいたる☆エクササイズ) interpretado por Miku Itō (Asami Hoshi), Azumi Waki (Eri Higuchi), Miyu Komaki (Shizuno Saotome), Maria Naganawa (Shion Tachibana) y Kanon Takao (Yū Hiraoka). El ending de la segunda temporada es "Cheer for you♪♬".

#### Lista de episodios

##### Ani Tore! EX
| Núm. | Título | Fecha de Emisión        |
| ---- | --- | ----------------------- |
| 1    | ¡Lagartijas y abdominales! 'Adelante!" "Udetate Fukkin! Batchi ko ̄ i!" (腕立て腹筋！ばっちこーい！)                                                            | 12 de octubre de 2015   |
| 2    | "¡Más lagartijas! ¡Para un mayor tamaño de pechos!" "Motto Udetate! Basuto Appu Nandakara!" (もっと腕立て！バストアップなんだから!!)                           | 19 de octubre de 2015   |
| 3    | "¡Cuclillas! ¡Vamos por el lindo look japonés!" "Haikin Sukuwatto! Mezase Yamatonadeshiko Desu wa!" (背筋スクワット! 目指せ大和撫子ですわ!)                    | 26 de octubre de 2015   |
| 4    | "¡Descenso del falso Dios (Yoga)! ¡Guíame, oscuridad!" "Jashinkōrin Butō (Yoga)! Yami yo, ga o Michibiki-kyū e!!" (邪神降臨舞踏（ヨガ）！闇よ、我を導き給へ!!) | 2 de noviembre de 2015  |
| 5    | "¡Vamos a bailar! ¡Brillando con sudor!!" "Rettsu Danshingu! Ase o Kaite Kirarikira!" (レッツ・ダンシング！汗をかいてキラリキラ！)                             | 9 de noviembre de 2015  |
| 6    | "¡Patada con giro! ¡Aquí vamos!" "Kikku & Tsuisuto! Ippai Ganbarude su~u!" (キック＆ツイスト！いっぱい頑張るですぅ！)                                          | 16 de noviembre de 2015 |
| 7    | "¡Duras lagartijas y cuclillas! ¡No te rindas!" "Hādo ni Udetate Sukuwatto! Makenai mo Arimasen!" (ハードに腕立てスクワット！負けないもありません！)           | 23 de noviembre de 2015 |
| 8    | "¡Más Baile! ¡Sonrisas y desintoxicación!" "Moa Danshingu! Egao de bi Detokkusu!!" (モア・ダンシング！笑顔で美デトックス!!)                                    | 30 de noviembre de 2015 |
| 9    | "¡Estiramiento elástico! ¡Encantos al lado de la piscina!" "Nobinobi Sutoretchi! Miwaku no Pūrusaido!" (伸び伸びストレッチ！魅惑のプールサイド！)              | 7 de diciembre de 2015  |
| 10   | "¡Let’s Go al gimnasio de deportes! ¡Divertidos ejercicios!" "Let's Go Supōtsujimu! Tanoshiku Ekusasaizu!" (Let's Go スポーツジム！楽しくエクササイズ！)       | 14 de diciembre de 2015 |
| 11   | "¡Tai Chi fácil! ¡Entrenamiento de la fuerza del centro!" "Yuttari Taikyokuken! Taikan, Kitaeru Ndakara!" (ゆったり太極拳！体幹、鍛えるんだから！)             | 21 de diciembre de 2015 |
| 12   | "¡Ejercicios ☆ vitales! ¡Sonríe más!!" "Baitaru ☆ Ekusasaizu! Motto Egao!" (ばいたる☆エクササイズ！もっと笑顔！)                                               | 28 de diciembre de 2015 |

##### Ani Tore! XX
| Núm. | Título | Fecha de emisión        |
| ---- | --- | ----------------------- |
| 1    | "¡Vamos por el XX! ¡Vamos a limpiar & Side Bench" "Iza Yuke Shin XX! Rettsu o Sōji & Saidobendo" (いざゆけ新XX！レッツお掃除＆サイドベンド)                                                         | 5 de octubre de 2016    |
| 2    | "¡¿Entrenamiento de atletismo XX!? Entrenar en tpdo Momento, en todo lugar" "Hashiru XX Densha! ? Itsu Demo Doko Demo Torēningu" (走るXX電車！？いつでもどこでもトレーニング)                       | 12 de octubre de 2016   |
| 3    | "¡Gira, Gira, más ejercicios! XX todo el camino" "Maware Maware, Matto Ekusasaizu! XX aru Nomidesu wa" (回れ回れ、マット・エクササイズ！XXあるのみですわ)                                           | 19 de octubre de 2016   |
| 4    | "¡Agradable XX del vacío! El comienzo del final" "Etsuraku Naru Yami no XX! Shūen no Hajimarishi Toki" (悦楽なる闇のXX！終焉の始まりし時)                                                           | 26 de octubre de 2016   |
| 5    | "¡Vamos a ejercitarnos! ¡Estiramiento XX, aspirando por el Top Swimmer" "Rettsu Jūnan! XX Hogushite, Mezase Toppusuimā" (レッツ柔軟！XXほぐして、目指せトップスイマー)                              | 2 de noviembre de 2016  |
| 6    | "¡Ponerse en eorma en la Balance Ball! Te entregó mi XX" "Baransubōru de Sheipuappu! Yo no XX to Mitomeyou" (バランスボールでシェイプアップ！余のXXと認めよう)                                      | 9 de noviembre de 2016  |
| 7    | "¡Jogging por locas acrobacias! XX se siente genial" "Jogingu de Sawayakana yū Sanso! XX tte Kimochīi ne" (ジョギングでさわやかな有酸素！XXって気持ちいいね)                                        | 16 de noviembre de 2016 |
| 8    | "¡Massage Relax! ¡Vamos a por el XX juntos" "Massāji de Rirakkusu! Issho ni XX Shimashou" (マッサージでリラックス！一緒にXXしましょう)                                                              | 23 de noviembre de 2016 |
| 9    | "¡Calentar saltando la cuerda! No solo tu cuerpo, pero XX..." "Na wa Tobide Pokkapoka! Karada Dakedenaku, XX mo..." (なわとびでポッカポカ！カラダだけでなく、XXも...)                               | 30 de noviembre de 2016 |
| 10   | "¡Arregla tus oreocupaciones con lagartijas y Back Muscle Exercises! Da tu XX" "Udetate & Haikin de o Nayami Kaishō! Ganbatte XX Irete Mimasu" (腕立て＆背筋でお悩み解消！がんばってXXいれてみます) | 7 de diciembre de 2016  |
| 11   | "¡Aprita tus brazos con mancuernas! XX está eperando por ti" "Danberu de Ninoude Sukkiri! Miwaku no XX ga Matte yo yo" (ダンベルで二の腕スッキリ！魅惑のXXが待ってよよ)                             | 14 de diciembre de 2016 |
| 12   | "¡Viviendo juntos! XX está a punto de comenzar" "Hitsuji Yane no Shita de! XX ga Hajimaru Jikanda yo" (ひつじ屋根の下で！XXが始まる時間だよ)                                                        | 21 de diciembre de 2016 |